# Марія Розарія Омаджо
Марія Розарія Омаджо (італ. Maria Rosaria Omaggio; 11 січня 1957 — 1 липня 2024) — італійська акторка, телеведуча, письменниця та кінорежисерка. Амбасадорка доброї волі ЮНІСЕФ.

## Біографія
Вперше з'явилася на ТБ в шоу «Canzonissima» (1973—1974), відразу ж стала досить відомою в Італії. Дебютний фільм — «Коп в блакитних джинсах / Squadra antiscippo» (синьйора Каттані, 1976), де її партнером був відомий актор Томас Міліан. Знімалася в Іспанії, Франції. Неодноразово з'являлася на обкладинках італійських варіантів чоловічих журналів «Playboy» і «Playmen» (1976, 1980, 1982, 1985). Справжній успіх Марії Розарії Омаджо принесли телесеріали, де вона створювала яскраві і неоднозначні образи. Вітчизняній аудиторії відома за знаменитим телесеріалос «Едера» (Леона Сатті, 1992). 
Акторка активно працювала на театральній сцені з провідними італійськими театральними режисерами, грала в постановках за творами Карло Гольдоні, Габріеля Гарсія Маркеса, Шекспіра, Олександра Дюма-сина. 
Відома і як успішна письменниця, неодноразово удостоювалася літературних премій. 
Була амбасадоркою доброї волі ЮНІСЕФ.

## Телебачення
- «Canzonissima» 1973-74
- I racconti fantastici di Edgar Allan Poe (1979)
- Sarto per signora
- Il Generale (1987)
- Едера (1992)
- Passioni (1993)
- Micaela (Telenovela)
- Caro maestro 2 (1996—1997)
- Donne di mafia (2001)
- La squadra
- Don Matteo 5
- A fari spenti nella notte